# Federico de la Iglesia Navarro
Federico de la Iglesia Navarro (c. 1902-1958) va ser un militar espanyol que va combatre en la Guerra civil.
Militar pertanyent al cos d'Estat Major, tenia un expedient brillant. Va ser un col·laborador del comandant Vicente Rojo durant l'etapa d'aquest com a professor de la Acadèmia General Militar. Quan al juliol de 1936 va esclatar la Guerra civil, ostentava el rang de comandant d'Estat Major.
L'agost de 1936 el ministre de la guerra, coronel Juan Hernández Saravia, el va designar cap de l'Estat Major del ministeri. Posteriorment, després de la constitució de la Junta de Defensa de Madrid, va ser un dels col·laboradors de Vicente Rojo dins d'aquest organisme. En 1937, ostentant el rang de tinent coronel, va ser nomenat secretari general de l'Estat Major Central, càrrec que va exercir fins al seu cessament al febrer de 1938. Al llarg de la contesa també va exercir com a cap d'Estat Major de la 43a Brigada Mixta, de la 4a Divisió, del V Cos d'Exèrcit, de l'Exèrcit de Maniobra i de l'Exèrcit de Llevant. Va ascendir al rang de coronel al desembre de 1937.
Al final de la contesa es va exiliar al Regne Unit al costat del coronel Casado i uns altres dels seus companys d'armes.

## Biografia
- Alpert, Michael. The Republican Army in the Spanish Civil War, 1936-1939.  Cambridge University Press, 2013.
- Engel, Carlos. Historia de las Brigadas Mixtas del Ejército Popular de la República.  Madrid: Almena, 1999. ISBN 84-922644-7-0.
- Zaragoza, Cristóbal. Ejército Popular y Militares de la República, 1936-1939.  Planeta, 1983.